# Rafael Souto
Rafael A. Souto (24 października 1930) – piłkarz urugwajski, prawoskrzydłowy.
Na mistrzostwach świata w 1954 wystąpił jako piłkarz klubu Club Nacional de Football. Jako zmiennik Abbadiego zagrał tylko w jednym meczu – z reprezentacją Węgier. Po zakończeniu kariery piłkarskiej został trenerem. Pracował m.in. w Stanach Zjednoczonych.